# Пусть зверь умрёт (фильм)
«Пусть зверь умрёт» (фр. Que la bête meure) — художественный фильм, снятый французским режиссёром Клодом Шабролем по одноимённому роману Николаса Блейка в 1969 году.

## Сюжет
В маленьком городке в Бретани под автомобильными колёсами безумного лихача гибнет девятилетний сын писателя Шарля Тенье. Отец даёт себе клятву найти сбежавшего с места аварии негодяя. После общения с полицией у Шарля постепенно возник образ предполагаемого преступника. Это должен был быть живущий неподалёку обеспеченный человек, имеющий доступ к быстрому и скрытному ремонту автомобиля. В своей записной книжке Шарль детально излагает хронику поисков и откровенно пишет о намерении убить виновника своего несчастья.
Случайная встреча с фермером дала в руки первую осязаемую нить. На машине с помятым левым крылом в день аварии очевидцы видели некую Элен, актрису и телевизионную знаменитость. Шарль знакомится с актрисой и выясняет, что муж её сестры Поль, владелец крупного гаража, идеально подходит под сложившийся образ разыскиваемого убийцы. В качестве жениха Элен писатель оказался в доме Поля и окончательно убедился в правильности своего предположения. Более того, Поль оказался неприятным человеком со скверным и неуживчивым характером, домашним тираном, грубо обращающимся со своими близкими.
Своими вопросами и необычным поведением Шарль возбудил подозрения у убийцы. Поль выкрал дневник Шарля и предложил ему покинуть деревню, отказавшись от задуманного, так как дал поручение своему адвокату при необходимости передать книжку в руки полиции. Шарль и Элен возвращаются в Париж, но по дороге из выпуска теленовостей узнают о мучительной смерти Поля, отравленного крысиным ядом.
Полицейский инспектор, допросивший Шарля, имеет все основания предположить его виновность. Сочувствуя горю писателя, сыщик даёт понять, что понимает хитроумный план намеренно отдать записи в руки своего врага, тем самым создавая видимость невозможности убийства. Неожиданно для всех в отравлении Поля сознаётся его сын Филипп, доведённый до отчаяния издевательствами отца.
Шарль отпущен на свободу, но вскоре Элен получает странное письмо, в котором тот заявляет о непричастности мальчика к отравлению, а эмоциональное признание приписывает своему влиянию на его поступки. Далее он даёт понять, что принял решение уйти из жизни. В финале фильма показана парусная лодка Шарля, направляющаяся в открытое море.

## В ролях
- Мишель Дюшоссуа — Шарль
- Каролин Селлье — Элен
- Жан Янн — Поль
- Анук Фержак — Жанна
- Марк ди Наполи — Филипп
- Луиза Шевалье — мадам Левенес
- Ги Марли — Жак
- Лоррейн Райнер — Анна
- Доминик Зарди — инспектор полиции